# Володимир-Волинська тюрма

Тюрма у Володимирі-Волинському.

Володи́мир-Воли́нську тюрму́ на території стародавнього Городища збудовано орієнтовно у 1830—1840. роках. Першими політичними в'язнями в ній стали учасники польського повстання 1830 року — українці й поляки, які виступили проти Російської імперії. У 1920-х роках у тюрмі разом із кримінальними злочинцями утримували й «політично неблагонадійних». У кінці 1930-их через тюрму пройшли члени КПЗУ.

## Історія
У вересні 1939 року, з приходом до Володимира-Волинського Червоної Армії, тюрму передали у розпорядження НКВС. У 1940—50-их була катівнею НКВС. На її території віднайдено сліди вояків польської армії.
Протягом 1941—1942 рр. тут відбувались масові розстріли єврейського населення про що в архівах і опублікованих мемуарах є достатньо свідчень в'язнів гетто.
У 1997 р. археологи на території тюрми виявили масове поховання, яке було ідентифіковано як місце страти радянським НКВС вʼязнів тюрми в період 1939—1941 рр. У памʼять про жертв на території городища встановлено меморіальний знак.
У 2010—2013 рр. знову проводилися археологічні дослідження, під час яких у південно-східній частині виявлено інші масові поховання. Під час досліджень 2011—2012 рр. два з них було розкопано, де виявлено й ексгумовано скелети 747 чоловік. З них 47 % — жінки, 27 % — діти, не ідентифіковано було лише 2 % загиблих. Отже, не менш ніж 74 % похованих тут –  це цивільне населення.
З 1956 року, коли тюрма була ліквідована, у її приміщеннях розмістили туберкульозне відділення лікарні.
Нині приміщення тюрми належить до Державного історико-культурного заповідника «Стародавній Володимир».

## Відомі в'язні
- Леон Кисіль — директор Володимирської гімназії імені Коперніка;
- Франтішек Стрілецький — директор школи у Володимирі;
- Юзеф Домінік — шкільний інспектор у Володимирі.